# Berättelser om Jack Reacher
Berättelser om Jack Reacher (originaltitel No Middle Name) är en bok av den brittiske författaren Lee Child som släpptes ursprungligen 2017 och sedan 2019 i översatt form. Den innehåller två kortromaner och tio noveller som skildrar Jack Reacher före, under och efter sin militära tjänst.

## Noveller
| Svensk titel                      | Originaltitel                     | Originalutgivning | Handling |
| --------------------------------- | --------------------------------- | ----------------- | --- |
| "För mycket tid"                  | "Too Much Time"                   | 2017              | Reacher stoppar en väskryckare, men blir felaktigt anhållen för inblandning i organiserad brottslighet av den lokala polisen.                                           |
| "Andra sonen"                     | "Second Son"                      | 2011              | Fjortonåriga Reacher försöker rentvå sin far som misstänkts ha slarvat bort marinkårens kodbok på en militärbas i Okinawa.                                              |
| "Hög värme"                       | "High Heat"                       | 2013              | Sjuttonårige Reacher lyckas reta upp en maffiamedlem i sena 1970-talets New York och samarbetar med en avstängd FBI-agent som försöker sätta dit medlemmen.             |
| "Innerst inne"                    | "Deep Down"                       | 2012              | En kvinnlig officerare tros sälja säkerhetsklassad information till en främmande makt och Reacher får i uppdrag att under täckmantel ta reda på vem av dem som gör det. |
| "Små krig"                        | "Small Wars"                      | 2015              | En nybefordrad överstelöjtnant blir mördad på ett sätt som liknar en avrättning och Reacher misstänker att mördaren är en nära släkting till honom.                     |
| "James Penneys nya identitet"     | "James Penney's New Identity"     | 1999              | James Penney blir efterlyst för mordbrand när han bränner ned sitt hus efter att ha blivit uppsagd på sitt jobb, men får oväntad hjälp på vägen av en militärpolis.     |
| "Alla snackar"                    | "Everyone Talks"                  | 2013              | Reacher konfronterar och tar hand om en gangster från en beskyddarverksamhet på en diner.                                                                               |
| "Ingen övning"                    | "Not a Drill"                     | 2014              | När militärpolisen spärrar av en vandringsled i Maines urskog bestämmer sig Reacher för att ta reda på vad det är som måste döljas från allmänheten.                    |
| "Det kanske är en tradition"      | "Maybe They Have a Tradition"     | 2016              | Efter att ha blivit erbjuden att spendera julen i Europa blir Reacher tvungen att söka skydd ifrån en snöstorm i östra England.                                         |
| "En kille går in på en bar"       | "Guy Walks into a Bar"            | 2009              | Reacher misstänker att en tonårsflicka är på väg att bli kidnappad och försöker ingripa, men situationen visar sig vara mer komplicerad än vad han tror.                |
| "Fullbokat på motellet"           | "No Room at the Motel"            | 2014              | Det är jul och Reacher bestämmer sig för att hjälpa en gravid kvinna som är i nöd.                                                                                      |
| "Målningen med den ödsliga baren" | "The Picture of the Lonely Diner" | 2015              | Reacher hinner bara kliva av tåget till New York innan han finner sig mitt i en FBI-utredning.                                                                          |